# Ulica Tarnowska w Kielcach
Ulica Tarnowska – jedna z ulic w Kielcach, wchodzi w skład drogi krajowej nr 73.

## Historia
W czasach PRL-u ulica Tarnowska nosiła nazwę alei W. Lenina. Po zakończeniu okresu Polski Ludowej ulica została przemianowana na ul. Tarnowską ze względu na kierunek, w którym prowadzi - na Tarnów. W 2004 roku ulica została podzielona i południowy fragment (pomiędzy ulicami Wapiennikową i P. Ściegiennego) została przemianowana na al. J. Popiełuszki.

## Przebieg
Ulica Tarnowska zaczyna się na skrzyżowaniu z ulicami Źródłową oraz Zagórską. Następnie krzyżuje się z ulicami: Boh. Warszawy i Seminaryjską, Prostą, Józefa Poniatowskiego i Wojska Polskiego, by zakończyć się na skrzyżowaniu z ulicami Wapiennikową oraz Witolda Pileckiego oraz aleją Jerzego Popiełuszki.
Ulica ta krzyżuje się z drogą DW764 (ul. W. Pileckiego).

## Przebudowy
W 2013 roku do projektu pod nazwą: "Rozwój systemu komunikacji publicznej w Kieleckim Obszarze Metropolitalnym” zostało dodane zadanie na wybudowanie bus-pasów w ciągu ulic Tarnowskiej i Źródłowej oraz alei Solidarności na odcinku od ulicy Bohaterów Warszawy do alei Tysiąclecia Państwa Polskiego). Rozbudowa trwała ponad rok powodując wiele utrudnień w transporcie.

## Ważniejsze obiekty przy ulicy Tarnowskiej
- Targowisko miejskie zlokalizowane przy skrzyżowaniu z ulicą Seminaryjską
- Park osiedlowy (KSM)

## Komunikacja miejska
Na stan z 24.04.2025 roku przez ulicę Tarnowską kursuje 19 linii autobusowych (1, 4, 8, 11, 19, 21, 24, 25, 28, 30, 33, 34, 45, 51, 108, 112, 0W, N2, Z) obsługujących 7 przystanków.